# Chuggington
Chuggington é uma série animada britânica em CGI sobre a cidade fictícia de mesmo nome e seus trens. A série estreou em 22 de setembro de 2008 no CBeebies no Reino Unido. Originalmente composta por 5 temporadas de 2008 a 2015, a série deixou seu hiato de cinco e seis anos quando um novo lote de episódios foi lançado no Disney Junior nos Estados Unidos em 29 de junho de 2020 e no CBeebies no Reino Unido em 2 de janeiro de 2021.
No Brasil já foi transmitido pelo Disney Junior em canal fechado, e pela TV Cultura em canal aberto. Em Portugal já foi exibido pelo Canal Panda, e agora só transmite no JimJam.

## Personagens
Os três personagens principais são Koko (verde) que em um capítulo deixa claro que ela é elétrica, Wilson (é vermelha) e Brewster (azul/amarelo).

## Trem e bonde
De acordo com o comunicado de imprensa do Okayama Electric Tram em 12 de janeiro de 2018, ele será operado em 2 vagões e 1 trem com sua própria aparência decorada que reproduz Wilson e Brewster no Japão. Com o sistema de reserva para todos os assentos, a data de início da operação é 16 de março de 2019. Confirma-se como o primeiro motivo relacionado a ferrovias e bondes do mundo com esse personagem como motivo.